# A Christmas Carol (film 1952)
A Christmas Carol è un film per la televisione del 1952 per la serie Kraft Theatre. Il nome del regista non è indicato tra i crediti. 
Fin dal 1943 il romanzo Canto di Natale (A Christmas Carol) di Charles Dickens si era imposto come un classico natalizio alla televisione americana, da ripetersi ogni anno con un copione, un formato e un gruppo di attori diversi. Questo adattamento è uno di molti prodotti negli anni cinquanta. Protagonista è l'attore inglese Malcolm Keen.

## Trama
L'avaro e gretto Ebenezer Scrooge, alla vigilia di Natale, non vuole fare la carità né è intenerito dalla visita di un nipote. Tornato a casa, Scrooge vede il fantasma del suo ex socio che lo mette in guardia. La notte, verrà poi visitato da tre spiriti: lo spirito del Natale passato, lo spirito del Natale presente e lo spirito del futuro che lo attende se non cambia atteggiamento verso gli altri.

## Produzione
Il film fu prodotto negli Stati Uniti da J. Walter Thompson Agency. 

## Distribuzione
Il film fu trasmesso negli Stati Uniti sulla National Broadcasting Company (NBC), il 24 dicembre 1952.